# Catastrofă (temă science-fiction)
Catastrofa, ca temă în science-fiction, apare în numeroase scrieri și filme, de obicei ca o schimbare violentă și bruscă în natură care afectează suprafețe uriașe sau chiar întreaga planetă (uneori întregul sistem, galaxie sau univers). Fenomenul poate fi de origine naturală sau poate fi un plan uman sau extraterestru.
Domeniul science-fiction nu se ocupă neapărat de evenimentul în sine, ci de modul în care reacționează individul sau comunitatea și de lupta de combatere a consecințelor catastrofei.
Tipuri de catastrofe:
- catastrofă astronomică
- secetă prelungită (The Burning World de J. G. Ballard; The Death of Grass de John Christopher)
- cutremur de pământ
- inundație/potop universal
- vânt/ciclon/uragan devastator
- oprirea bruscă a rotației Pământului
- rarefierea atmosferei
- scăderea temperaturii
- apocalipsă nucleară
- schimbarea unghiului de înclinație a axei de rotație
- experiment genetic scăpat de sub control
- molimă/epidemie